# Општина Сихља (Вранча)
Сихља (рум. Sihlea) општина је у Румунији у округу Вранча.
Oпштина се налази на надморској висини од 80 m.